# 초영혼
초영혼(The Over-Soul)은 랠프 월도 에머슨이 썼고 1841년에 최초 출간된 수필이다.  인간의 영혼에 관하여 서술하였으며 첫째는 인간의 영혼의 존재와 본질, 둘째는 그 영혼과 자아와의 관계 셋째는 한 영혼과 다른 영혼과의 관계 넷째는 인간의 영혼과 신과의 관계에 대한 것이다.  베단타 학파를 포함한 동양 종교의 영향을 받았으며, 플라톤, 플루타르코스, 플로티노스, 프로클로스, 에마누엘 스베덴보리등의 아이디어등을 발전시켰다.  이 수필은 조직 신학적이기 보다는 시와 같은 예술을 다루었으며, 에머슨의 개인적인 발견등을 표현하는 방법을 사용한다.

## 같이 보기
- 세계 영혼
- 샹카라
- 아낙사고라스
- 브라흐만
- 집단 무의식
- 자이나교
- 정신권
- 존재론
- 오르페우스교
- 포세이도니오스
- 생기론